# Rauvolfia kamarora
Rauvolfia kamarora är en oleanderväxtart som beskrevs av Hendrian. Rauvolfia kamarora ingår i släktet Rauvolfia och familjen oleanderväxter. Inga underarter finns listade i Catalogue of Life.